# Valter Kolmodin
Gustaf Valter Eugen Kolmodin, född 27 maj 1910 i Linköping, död 4 november 1952 i Kopparberg, var en svensk bordtennisspelare och svensk mästare i singel och dubbel. 
Han deltog i fyra världsmästerskap i bordtennis, första gången 1928 och sista 1931, och tog två medaljer.
I bordtennis-VM 1930 gick han till semifinal i dubbel med Hille Nilsson.
Dessutom gick det svenska laget, där Kolmodin ingick, till final i lagtävlingen. Detta var Sveriges första VM-medaljer i bordtennis.
Valter Kolmodin är begravd på Norra griftegården i Linköping.

## Meriter
- Bordtennis-VM
  - 1928 i Stockholm
    - 5:e plats med det svenska laget

  - 1929 i Budapest
    - kvartsfinal dubbel

  - 1930 i Berlin
    - 3:e plats dubbel (med Hille Nilsson)
    - kvartsfinal mixed dubbel
    - 2:a plats med det svenska laget (Folke Pettersson, Henry Wilbert, Carl-Eric Bülow, Hille Nilsson) ).

  - 1931 i Budapest
    - 4:e plats med det svenska laget

- Bordtennis-SM (Ej komplett)
  - 1:a plats singel, 1931
  - 2:a plats singel, 1928, 1943
  - 1:a plats dubbel, 1931
  - 1:a plats lag, 1930, 1931, 1932, 1934